# Comissió Barroso

Insígnia de la Unió Europea

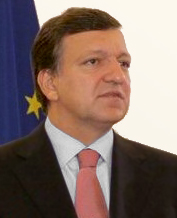
José Manuel Durão Barroso

La Comissió Barroso és la Comissió Europea presidida per l'antic primer ministre portuguès José Manuel Durão Barroso que va iniciar el seu mandat el 22 de novembre de 2004. El 16 de setembre de 2009 fou reelegit per un nou període de cinc anys, així que el seu mandat expirarà el 2014. Tot i això la nova Comissió Barroso II no prengué possessió fins al 9 de febrer de 2010.

## Nomenament
El 29 de juny de 2004 el Consell Europeu va designar Durão Barroso com el seu candidat a la presidència de la Comissió Europea per al període de l'1 de novembre de 2004 al 31 d'octubre de 2009. El 22 de juliol el Parlament Europeu va ratificar el nomenament del nou president de la Comissió.
Una vegada proposats els candidats a comissaris per cadascun dels 25 estats membres, durant les obligatòries audicions davant el Parlament Europeu diversos candidats van ser durament criticats, especialment el candidat italià, Rocco Buttiglione, que es va trobar la dura oposició de la majoria del Parlament a causa de la seva posició en determinats assumptes socials i especialment amb relació a l'homosexualitat. Això comportà que el 27 d'octubre el president designat va retirar els seus candidats a comissaris del vot d'investidura del Parlament Europeu.
Després d'àrdues negociacions, el president del govern italià Silvio Berlusconi va acceptar canviar al seu candidat i va proposar al seu ministre de l'interior Franco Frattini, que va obtenir amb solvència el vot favorable del Parlament Europeu el 18 de novembre. Aquesta crisi va dur que la prevista entrada en funcions de la nova Comissió per al dia 1 de novembre es retardés uns dies i que només pogués entrar en funcions el 22 de novembre.

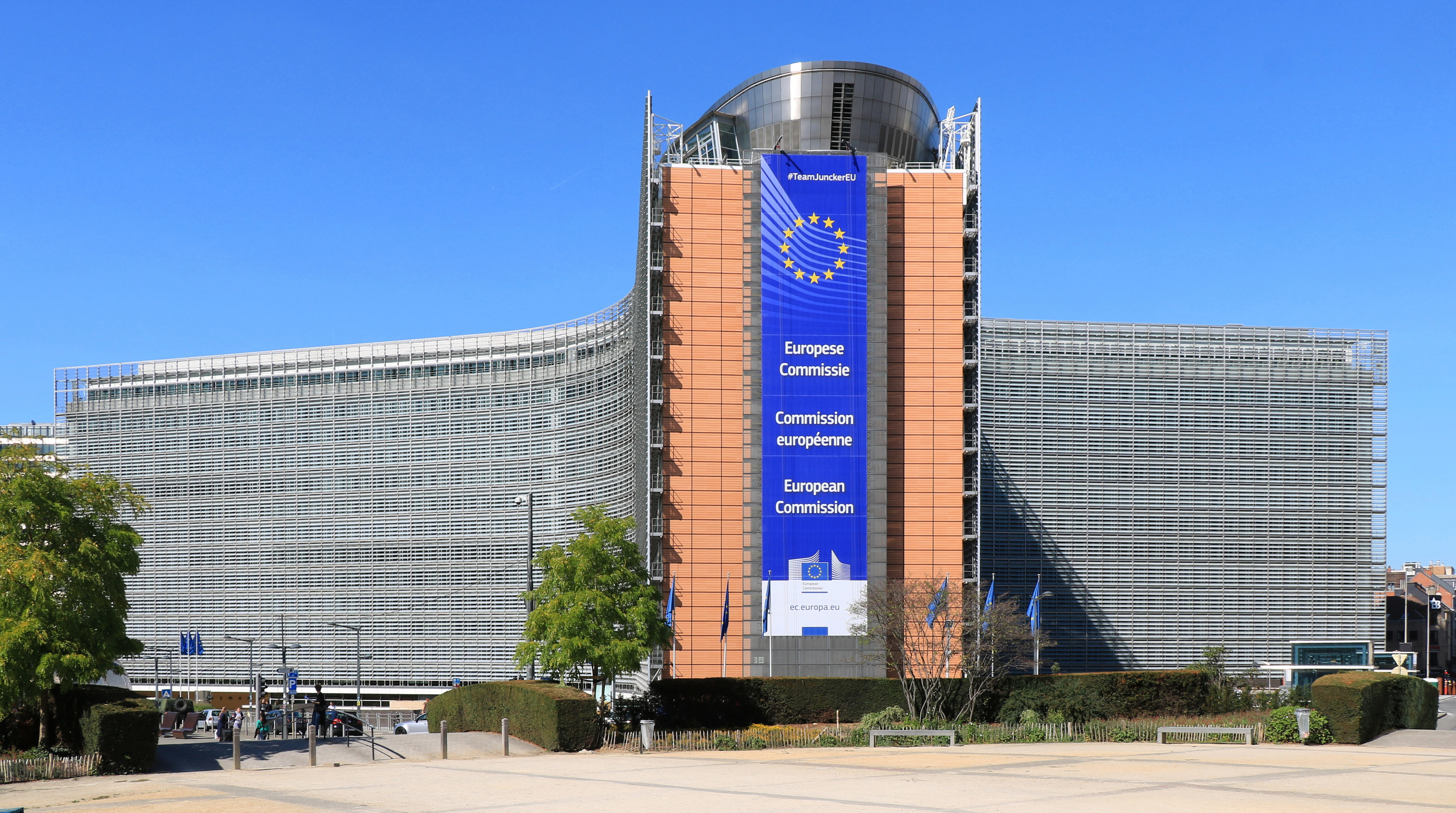
La Comissió Europea a Brussel·les

## Mandat
El 14 de desembre el president Barroso va presentar davant l'Eurocambra les orientacions polítiques i estratègiques de l'Executiu per al quinquenni: desenvolupament econòmic, lluita contra el terrorisme i defensa dels valors europeus com a principals prioritats. L'aprovació de les perspectives financeres per al període 2007-2013 durant el Consell Europeu de desembre de 2005 va ser un dels seus primers assoliments.
L'1 de gener de 2007 Bulgària i Romania es van convertir en nous estats membres de la Unió Europea (UE), per la qual cosa dos nous comissaris procedents dels nous membres es van integrar a la Comissió Barroso, passant de 25 a 27 membres.

## Llista de Comissaris

### Barroso I (2004-2010)
Llegenda:
| Ideologia                | 2004-2007 | Gener 2007 - Abril 2009 | Abril - Octubre 2009 | Octubre 2009 - Febrer 2010 |
| Esquerra (PSE)           | 6         | 6                       | 6                    | 7                          |
| Centre (PLDRE)           | 6         | 7                       | 8                    | 8                          |
| Dreta (PPE)              | 9         | 9                       | 9                    | 8                          |
| Dreta nacionalista (AEN) | 1         | 1                       | 0                    | 0                          |
| Independent              | 3         | 4                       | 4                    | 4                          |

| Càrrec                                                                                                 | Comissari                                        | Estat           | Partit                                               | Fotografia                |
| --- | ------------------------------------------------ | --------------- | ---------------------------------------------------- | ------------------------- |
| President                                                                                              | José Manuel Durão Barroso                        | Portugal        | Popular Nacional: PSD                                | José Manuel Durão Barroso |
| Vicepresident Primer; Relacions Institucionals i Estratègia de Comunicació                             | Margot Wallström                                 | Suècia          | Socialista Nacional: SDWP                            | Margot Wallström          |
| Vicepresident; Empresa i Indústria                                                                     | Günter Verheugen                                 | Alemanya        | Socialista Nacional: SPD                             | Günter Verheugen          |
| Vicepresident; Justícia, Llibertat i Seguretat                                                         | Franco Frattini Fins al 23 d'abril de 2008       | Itàlia          | Popular Nacional: PDL                                | Franco Frattini           |
| Vicepresident; Transport                                                                               | Antonio Tajani Des del 18 de juny de 2008        | Itàlia          | Popular Nacional: PDL                                | Antonio Tajani            |
| Vicepresident; Justícia, Llibertat i Seguretat                                                         | Jacques Barrot                                   | França          | Popular Nacional: UMP                                | Jacques Barrot            |
| Vicepresident; Assumptes Administratius, Auditoria i Lluita contra el Frau                             | Siim Kallas                                      | Estònia         | Liberal Nacional: ERP                                | Siim Kallas               |
| Assumptes Econòmics i Monetaris                                                                        | Joaquín Almunia                                  | Espanya         | Socialista Nacional: PSOE                            | Joaquín Almunia           |
| Mercat Interior i Serveis                                                                              | Charlie McCreevy                                 | Irlanda         | Nacionalista Nacional: FF Fins al 17 d'abril de 2009 | Charlie McCreevy          |
| Mercat Interior i Serveis                                                                              | Charlie McCreevy                                 | Irlanda         | Liberal Nacional: FF Des del 17 d'abril de 2009      | Charlie McCreevy          |
| Agricultura i Desenvolupament Rural                                                                    | Mariann Fischer Boel                             | Dinamarca       | Liberal Nacional: Venstre                            |                           |
| Competència                                                                                            | Neelie Kroes                                     | Països Baixos   | Liberal Nacional: VVD                                | Neelie Kroes              |
| Comerç                                                                                                 | Peter Mandelson Fins al 3 d'octubre de 2008      | Regne Unit      | Socialista Nacional: Labour                          | Peter Mandelson           |
| Comerç                                                                                                 | Catherine Ashton Des del 3 d'octubre de 2008     | Regne Unit      | Socialista Nacional: Labour                          | Lady Ashton               |
| Assumptes Pesquers i Marítims                                                                          | Joe Borg                                         | Malta           | Popular Nacional: PN                                 |                           |
| Medi Ambient                                                                                           | Stavros Dimas                                    | Grècia          | Popular Nacional: NΔ                                 |                           |
| Salut Abans de l'1 de gener de 2007, el càrrec incloïa Protecció del Consumidor                        | Markos Kiprianu Fins al 3 de març de 2008        | Xipre           | Liberal* Nacional: ΔΚ                                |                           |
| Salut                                                                                                  | Andrul·la Vassiliu Des del 3 de març de 2008     | Xipre           | Liberal Nacional: ΕΔ                                 |                           |
| Desenvolupament i Ajuda Humanitària                                                                    | Louis Michel Fins al 17 de juliol de 2009        | Bèlgica         | Liberal Nacional: MR                                 | Louis Michel              |
| Desenvolupament i Ajuda Humanitària                                                                    | Karel De Gucht Des del 17 de juliol de 2009      | Bèlgica         | Liberal Nacional: VLD                                | Karel de Gucht            |
| Ampliació                                                                                              | Olli Rehn                                        | Finlàndia       | Liberal Nacional: Keskusta                           | Olli Rehn                 |
| Treball, Assumptes Socials i Igualtat d'Oportunitats                                                   | Vladimír Špidla                                  | República Txeca | Socialista Nacional: ČSSD                            | Vladimír Špidla           |
| Fiscalitat i Unió Duanera                                                                              | László Kovács                                    | Hongria         | Socialista Nacional: MSZP                            |                           |
| Programació Financera i Pressupostos                                                                   | Dalia Grybauskaitė Fins al l'1 de juliol de 2009 | Lituània        | Independent                                          | Dalia Grybauskaitė        |
| Programació Financera i Pressupostos                                                                   | Algirdas Šemeta Des de l'1 de juliol de 2009     | Lituània        | Independent                                          |                           |
| Relacions Exteriors i Política Europea de Veïnatge                                                     | Benita Ferrero-Waldner                           | Àustria         | Popular Nacional: ÖVP                                | Benita Ferrero-Waldner    |
| Educació, Formació i Cultura Fins a l'1 de gener de 2007, el càrrec incloïa Multilingüisme             | Ján Figeľ Fins a l'1 d'octubre de 2009           | Eslovàquia      | Popular Nacional: KDH                                | Ján Figel                 |
| Educació, Formació i Cultura                                                                           | Maroš Šefčovič Des de l'1 d'octubre de 2009      | Eslovàquia      | Socialista Nacional: Smer                            |                           |
| Política Regional                                                                                      | Danuta Hübner Fins al 4 de juliol de 2009        | Polònia         | Independent                                          | Danuta Hübner             |
| Política Regional                                                                                      | Paweł Samecki Des del 4 de juliol de 2009        | Polònia         | Independent                                          |                           |
| Energia                                                                                                | Andris Piebalgs                                  | Letònia         | Popular Nacional: TP                                 | Andris Piebalgs           |
| Ciència i Recerca                                                                                      | Janez Potočnik                                   | Eslovènia       | Independent                                          | Janez Potočnik            |
| Societat de la Informació i Mitjans de Comunicació                                                     | Viviane Reding                                   | Luxemburg       | Popular Nacional: CSV                                | Viviane Reding            |
| Protecció al Consumidor Abans de l'1 de gener de 2007, formava part de Salut i Protecció al Consumidor | Meglena Kuneva Des de l'1 de gener de 2007       | Bulgària        | Liberal Nacional: НДСВ                               | Meglena Kuneva            |
| Multilingüisme 'Abans de l'1 de gener 2007, formava part d'Educació, Formació i Cultura                | Leonard Orban Des de l'1 de gener de 2007        | Romania         | Independent                                          |                           |

* El Partit Democràtic de Xipre no era membre del Partit dels Liberals Demòcrates i Reformistes Europeus, però si que era membre del grup parlamentari de l'Aliança dels Liberals i Demòcrates per Europa

### Barroso II (2010-2014)
Llegenda: [  6  ] Esquerra (PSE) - [  8  ] Centre (PLDRE) - [  13  ] Dreta (PPE)
| Càrrec                                                            | Commissari                | Estat           | Partit                                  | Fotografia                |
| ----------------------------------------------------------------- | ------------------------- | --------------- | --------------------------------------- | ------------------------- |
| President                                                         | José Manuel Durão Barroso | Portugal        | Popular Nacional: PSD                   | José Manuel Durão Barroso |
| Vicepresident Primer; Alt Representant                            | Catherine Ashton          | Regne Unit      | Socialista National: Labour             | Lady Ashton               |
| Vicepresident; Justícia, Drets Fonamentals i Ciutadania           | Viviane Reding            | Luxemburg       | Popular Nacional: CSV                   | Viviane Reding            |
| Vicepresident; Competència                                        | Joaquín Almunia           | Espanya         | Socialista Nacional: PSOE               | Joaquín Almunia           |
| Vicepresident; Transport                                          | Siim Kallas               | Estònia         | Liberal Nacional: ERP                   | Siim Kallas               |
| Vicepresident; Agenda Digital                                     | Neelie Kroes              | Països Baixos   | Liberal Nacional: VVD                   | Neelie Kroes              |
| Vicepresident; Indústria i Esperit Empresarial                    | Antonio Tajani            | Itàlia          | Popular Nacional: PdL                   | Antonio Tajani            |
| Vicepresident; Relacions Interinstitucionals i Administració      | Maroš Šefčovič            | Eslovàquia      | Socialista Nacional: Smer               |                           |
| Medi Ambient                                                      | Janez Potočnik            | Eslovènia       | Liberal Nacional: LDS                   | Janez Potočnik            |
| Assumptes Econòmics i Monetaris                                   | Olli Rehn                 | Finlàndia       | Liberal Nacional: Keskusta              | Olli Rehn                 |
| Desenvolupament                                                   | Andris Piebalgs           | Letònia         | Popular Nacional: TP                    | Andris Piebalgs           |
| Mercat Interior i Serveis                                         | Michel Barnier            | França          | Popular Nacional: UMP                   | Michel Barnier            |
| Educació, Cultura, Multilingüisme i Joventut                      | Andrul·la Vassiliu        | Xipre           | Liberal Nacional: ΔΚ                    | Andrul·la Vassiliu        |
| Fiscalitat, Unió Duanera, Auditioria i Lluita contra el frau      | Algirdas Šemeta           | Lituània        | Popular Nacional: TS-LKD                |                           |
| Comerç                                                            | Karel De Gucht            | Bèlgica         | Liberal Nacional: VLD                   | Karel de Gucht            |
| Salut i Protecció del Consumidor                                  | John Dalli                | Malta           | Popular Nacional: PN                    |                           |
| Recerca, Innovació i Ciència                                      | Máire Geoghegan-Quinn     | Irlanda         | Liberal Nacional: FF                    |                           |
| Programació Financera i Pressupostos                              | Janusz Lewandowski        | Polònia         | Popular Nacional: PO                    |                           |
| Assmuptes Pesquers i Marítims                                     | Maria Damanaki            | Grècia          | Socialista Nacional: ΠΑΣΟΚ              |                           |
| Cooperació Internacional, Ajuda Humanitària i Resposta a la crisi | Kristalina Georgieva      | Bulgària        | Popular Nacional: GERB                  |                           |
| Energia                                                           | Günther Oettinger         | Alemanya        | Popular Nacional: CDU                   | Günther Oettinger         |
| Política Regional                                                 | Johannes Hahn             | Àustria         | Popular Nacional: ÖVP                   | Johannes Hahn             |
| Acció Climàtica                                                   | Connie Hedegaard          | Dinamarca       | Popular Nacional: KFP                   | Connie Hedegaard          |
| Ampliació i Política Europea de Veïnatge                          | Štefan Füle               | República Txeca | Socialista National: ČSSD               | Štefan Füle               |
| Treball, Assumptes Socials i Integració                           | László Andor              | Hongria         | Socialista Nacional: MSZP               |                           |
| Interior                                                          | Cecilia Malmström         | Suècia          | Liberal Nacional: FP                    | Cecilia Malmström         |
| Agricultura i Desenvolupament Rural                               | Dacian Cioloş             | Romania         | Independent Nacional: proposat pel PD-L |                           |